# Magyarország a 2022-es rövid pályás úszó-világbajnokságon
Magyarország az ausztráliai Melbourne-ben megrendezett 2022-es rövid pályás úszó-világbajnokság egyik részt vevő nemzete lesz. Az ország két versenyzővel képviseltette magát.

## Érmesek
| Érem      | Versenyző         | Versenyszám   | Dátum        |
| --------- | ----------------- | ------------- | ------------ |
| Bronzérem | Szabó Szebasztián | 50 m pillangó | december 14. |

## Eredmények
Férfi
| Versenyző         | Versenyszám    | Előfutam     | Előfutam     | Előfutam     | Elődöntő | Elődöntő | Elődöntő | Döntő   | Döntő    |
| Versenyző         | Versenyszám    | Idő          | Hely.        | Össz.        | Idő      | Hely.    | Össz.    | Idő     | Helyezés |
| ----------------- | -------------- | ------------ | ------------ | ------------ | -------- | -------- | -------- | ------- | -------- |
| Szabó Szebasztián | 50 m gyors     | 21,00        | 2.           | 6.           | 20,83    | 3.       | 3.       | 20,84   | 4.       |
| Szabó Szebasztián | 100 m gyors    | 47,09        | 6.           | 18.          | kiesett  | kiesett  | kiesett  | kiesett | kiesett  |
| Szabó Szebasztián | 50 m pillangó  | 22,07        | 2.           | 3.           | 21,90    | 1.       | 1.       | 21,98   |          |
| Szabó Szebasztián | 100 m pillangó | Visszalépett | Visszalépett | Visszalépett | kiesett  | kiesett  | kiesett  | kiesett | kiesett  |

Női
| Versenyző         | Versenyszám    | Előfutam     | Előfutam     | Előfutam     | Elődöntő | Elődöntő | Elődöntő | Döntő   | Döntő    |
| Versenyző         | Versenyszám    | Idő          | Hely.        | Össz.        | Idő      | Hely.    | Össz.    | Idő     | Helyezés |
| ----------------- | -------------- | ------------ | ------------ | ------------ | -------- | -------- | -------- | ------- | -------- |
| Jakabos Zsuzsanna | 200 m gyors    | Visszalépett | Visszalépett | Visszalépett |          |          |          | kiesett | kiesett  |
| Jakabos Zsuzsanna | 200 m pillangó | 2:07,08      | 4.           | 13.          |          |          |          | kiesett | kiesett  |
| Jakabos Zsuzsanna | 200 m vegyes   | 2:09,63      | 6.           | 16.          |          |          |          | kiesett | kiesett  |
| Jakabos Zsuzsanna | 400 m vegyes   | 4:31,36      | 2.           | 4.           |          |          |          | 4:32,10 | 5.       |